# Crepipatella
Crepipatella là một chi ốc biển, là động vật thân mềm chân bụng sống ở biển trong họ Calyptraeidae.
Các loài trong chi này trước đây người ta cho là thuộc chi Crepidula, nhưng dữ liệu chuỗi DNA cho thấy chúng là chi riêng biệt.

## Các loài
Các loài trong chi Crepipatella gồm có:
- Crepipatella capensis (Quoy and Gaimard, 1832-33)
- Crepipatella lingulata (Gould, 1846)
- Crepipatella dorsata (Broderip, 1834)
- Crepipatella fecunda (Gallardo, 1979)
- Crepipatella dilatata (Lamarck, 1822)